# Grand prix de littérature policière
Il Grand prix de littérature policière (letteralmente Gran premio della letteratura poliziesca) è un prestigioso riconoscimento letterario francese per il genere giallo.
Fondato nel 1948 dal critico e scrittore Maurice-Bernard Endrèbe.
Il premio viene assegnato ogni anno e prevede due distinti riconoscimenti:
- miglior romanzo giallo francese pubblicato nell'anno
- miglior romanzo giallo straniero pubblicato nell'anno

## Albo d'oro

### Miglior romanzo francese

#### Anni 1948-1949
- 1948: Il quinto processo (Le Cinquième procédé) di Léo Malet
- 1949: La Parole est au mort di Odette Sorensen

#### Anni 1950-1959
- 1950: Jeux pour mourir di Géo-Charles Véran
- 1951: Fumées sans feu di Jacques Decrest e Germaine Decrest
- 1952: Passons la monnaie di André Piljean
- 1953: Opération Odyssée di Jean-Pierre Conty
- 1954: La Beauté qui meurt  di François Brigneau
- 1955: Assassin mon frère di Gilles-Maurice Dumoulin
- 1956: Les Petites mains de la Justice di Guy Venayre ex aequo Pleins feux sur Sylvie di Michel Lebrun
- 1957: Le Bourreau pleure di Frédéric Dard
- 1958: On n'enterre pas le dimanche di Fred Kassak
- 1959: Deuil en rouge di Paul Gerrard

#### Anni 1960-1969
- 1960: Les Mantes religieuses di Hubert Monteilhet
- 1961: il premio non è stato assegnato
- 1962: Le Procès du Diable di Pierre Forquin
- 1963: Piège pour Cendrillon di Sébastien Japrisot
- 1964: La Jeune morte di Michel Carnal
- 1965: Bateau en Espagne di Marc Delory
- 1966: L'Interne de service di Laurence Oriol
- 1967: Le Crocodile est dans l'escalier di Jean-Pierre Alem
- 1968: Il bel mostro (Un beau monstre) di Dominique Fabre
- 1969: Drôle de pistolet di Francis Ryck

#### Anni 1970-1979
- 1970: Zigzags di Paul Andréota
- 1971: L'Assassin maladroit di René Réouven
- 1972: Le Canal rouge di Gilbert Tanugi
- 1973: Pazza da uccidere (O Dingos, O Châteaux) di Jean-Patrick Manchette
- 1974: De 5 à 7 avec la mort di André-Paul Duchâteau
- 1975: Un incident indépendant de notre volonté di Yvon Toussaint
- 1976: Sirene di mezzanotte (Les Sirènes de minuit) di Jean-François Coatmeur
- 1977: La Plus longue course d'Abraham Coles, chauffeur de taxi di Christopher Diable
- 1978: Dénouement avant l'aube di Madeleine Coudray
- 1979: Le Salon du prêt à saigner di Joseph Bialot

#### Anni 1980-1989
- 1980: Le Crime d'Antoine di Dominique Roulet
- 1981: Reflets changeants sur mare de sang, L'Unijambiste de la côte 284 e Aime le maudit di Pierre Siniac
- 1982: L'Audience solennelle di Jean-Pierre Cabannes
- 1983: Collabo song di Jean Mazarin
- 1984: Sur la terre comme au ciel di René Belletto
- 1985: A futura memoria (Meurtres pour mémoire) di Didier Daeninckx
- 1986: La queue du scorpion di Christian Gernigon ex aequo N'oubliez pas l'artiste di Gérard Delteil
- 1987: Trois morts au soleil di Jacques Sadoul
- 1988: Aix abrupto di Jean-Paul Demure
- 1989: Un gros besoin d'amour di Tito Topin

#### Anni 1990-1999
- 1990: Billard à l'étage di Michel Quint
- 1991: Ospedale sotterraneo (Hôpital souterrain) di Hervé Jaouen
- 1992: La commedia dei perdenti (La Commedia des ratés) di Tonino Benacquista
- 1993: Boulevard des ombres di Paul Couturiau
- 1994: Delitto di stampa (Tiré à part) di Jean-Jacques Fiechter
- 1995: La Main morte di Philippe Huet
- 1996: Ambernave di Jean-Hugues Oppel
- 1997: Favole di morte (La Mort des bois) di Brigitte Aubert
- 1998: Sans homicide fixe di Serge Gardebled
- 1999: La Paresse de Dieu di Laurent Bénégui

#### Anni 2000-2009
- 2000: Rumore sotto il silenzio (Du bruit sous le silence) di Pascal Dessaint
- 2001: Cacciatori di teste (Chasseurs de têtes) di Michel Crespy
- 2002: Les Brouillards de la Butte di Patrick Pécherot
- 2003: L'Ivresse des dieux di Laurent Martin
- 2004: Double peine di Virginie Brac
- 2005: L'ultimo testamento (Le Dernier Testament) di Philip Le Roy
- 2006: La Colère des enfants déchus di Catherine Fradier
- 2007: Citoyens clandestins di DOA
- 2008: Zulu (Zulu) di Caryl Férey
- 2009: Nero è il mio cuore (Les Cœurs déchiquetés) di Hervé Le Corre

#### Anni 2010-2019
- 2010: Addio Gerusalemme (Adieu Jérusalem) di Alexandra Schwartzbrod
- 2011: L'onorata società (L'Honorable Société) di DOA e Dominique Manotti
- 2012: Arab jazz di Karim Miské
- 2013: Des nœuds d'acier di Sandrine Collette
- 2014 : Pur di Antoine Chainas
- 2015 : Derrière les panneaux il y a des hommes di Joseph Incardona
- 2016 : Un trou dans la toile di Luc Chomarat
- 2017 : La Daronne di Hannelore Cayre
- 2018: L’été circulaire di Marion Brunet
- 2019: Le Cherokee di Richard Morgiève

#### Anni 2020-2029
- 2020: La Fabrique de la terreur di Frédéric Paulin
- 2021: Rosine, une criminelle ordinaire di Sandrine Cohen[1]
- 2022: Le Carré des indigents di Hugues Pagan[2]

### Miglior romanzo straniero

#### Anni 1948-1949
- 1948: The Bellamy Trial di Frances Noyes Hart
- 1949: Fiesta di morte (Puzzle for Pilgrims) di Patrick Quentin

#### Anni 1950-1959
- 1950: After Midnight di Martha Albrand
- 1951: La rossa mano destra (The Red Right Hand) di Joel Townsley Rogers
- 1952: Follow as the Night di Patricia McGerr
- 1953: La fine è nota (The End is Known) di Geoffrey Holiday Hall ex aequo Horns for the Devils di Louis Malley
- 1954: The Body in Grant's Tomb di Cornell Woolrich
- 1955: Death in Captivity di Michael Gilbert
- 1956: Ore disperate (The Desperate Hours) di Joseph Arnold Hayes ex aequo Il piacere della disonesta (Nothing in Her Way) di Charles Williams
- 1957: Il talento di Mr. Ripley (The Talented Mr. Ripley) di Patricia Highsmith
- 1958: Rabbia a Harlem (The Five-cornered Square) di Chester Himes
- 1959: Missione omicidio (Orders to Kill) di Donald Downes

#### Anni 1960-1969
- 1960: Tempo di morte (The Evil of the Day) di Thomas Sterling
- 1961: il premio non è stato assegnato
- 1962: La pietra verde (The Green Stone) di Suzanne Blanc
- 1963: La ballata dell'uomo in fuga (The Ballad of the Running Man) di Shelley Smith
- 1964: A Key to the Suite di John D. MacDonald
- 1965: Il cadavere senza nome (Gun Before Butter / Question of Loyalty) di Nicolas Freeling
- 1966: Operazione Phonix (The Berlin Memorandum) di Adam Hall
- 1967: I Start Counting di Audrey Erskine Lindop
- 1968: Traditori di tutti di Giorgio Scerbanenco
- 1969: La figlia del tempo (The Daughter of Time) di Josephine Tey ex aequo La fiamma e la morte (Fire, Burn!) di John Dickson Carr

#### Anni 1970-1979
- 1970: Lo sbaglio (To Lathos) di Antonis Samarakis
- 1971: Hændeligt uheld di Anders Bodelsen ex aequo Christie Opara: l'archivio nel cervello (The Ledger) di Dorothy Uhnak
- 1972: The Children Are Watching di Laird Koenig e Peter L. Dixon
- 1973: La parte del leone (Millie) di E. V. Cunningham
- 1974: Specchio delle mie brame (Mirror, Mirror, on the Wall) di Stanley Ellin
- 1975: Il filo spezzato (The Dark Number) di Edward Boyd e Roger Parkes
- 1976: Doctor Frigo (Doctor Frigo) di Eric Ambler
- 1977: Citta' di morti (City of the Death) di Herbert Lieberman
- 1978: ...e l'ottavo giorno... (And on the Eighth Day) di Ellery Queen
- 1979: Febbre da fieno (Katar) di Stanisław Lem

#### Anni 1980-1989
- 1980: Uno sconosciuto nell'ombra (A Stranger is Watching) di Mary Higgins Clark
- 1981: I mari del Sud (Los mares del sur) di Manuel Vázquez Montalbán
- 1982: Party of the Year di John Crosby
- 1983: Nessuna conseguenza (No Comebacks) di Frederick Forsyth
- 1984: The Maine Massacre di Janwillem van de Wetering
- 1985: Swing, Swing Together di Peter Lovesey
- 1986: Sfida a Detroit (City Primeval) di Elmore Leonard
- 1987: Là dove danzano i morti (Dance Hall of the Dead) di Tony Hillerman
- 1988: Un gusto per la morte (A Taste for Death) di P. D. James ex aequo Abuso (Strega) di Andrew Vachss
- 1989: La valle della paura (Snowbound) di Bill Pronzini

#### Anni 1990-1999
- 1990: E liberaci dal padre (A Great Deliverance) di Elizabeth George
- 1991: Il silenzio degli innocenti (The Silence of the Lambs) di Thomas Harris
- 1992: Black Cherry Blues (Black Cherry Blues) di James Lee Burke
- 1993: La tavola fiamminga (La tabla de Flandes) di Arturo Pérez-Reverte
- 1994: Cabala (Cabal) di Michael Dibdin
- 1995: Grado di colpevolezza (Degree of Guilt) di Richard North Patterson
- 1996: L'alienista (The Alienist) di Caleb Carr
- 1997: Imperfect Strangers di Stuart Woods
- 1998: Giochi di ombre (Shadow Play) di Frances Fyfield
- 1999: Debito di sangue (Blood Work) di Michael Connelly

#### Anni 2000-2010
- 2000: Un fiume di tenebre (River of Darkness) di Rennie Airth
- 2001: In a Dry Season di Peter Robinson
- 2002: One Foot in the Grave di Peter Dickinson
- 2003: Doppio colpo[3] (Feniks)[4] di Deon Meyer
- 2004: L'analista (The Analyst) di John Katzenbach
- 2005: Anime morte (Dead Souls) di Ian Rankin
- 2006: Il bibliotecario (Librarian) di Larry Beinhart
- 2007: La voce (Röddin) di Arnaldur Indriðason
- 2008: La principessa di ghiaccio (Isprinsessan) di Camilla Läckberg
- 2009: Il prete (Priest) di Ken Bruen

#### Anni 2010-2019
- 2010: Crepuscolo (Twilight) di William Gay
- 2011: Il poeta di Gaza (Limassol) di Yishai Sarid
- 2012: Le strade del male (The Devil All the Time) di Donald Ray Pollock
- 2013: The Killer Is Dying di James Sallis
- 2014: The Cove di Ron Rash
- 2015: Un millon de gotas di Víctor del Árbol
- 2016: Perro muerto di Boris Quercia
- 2017: Sanning med modifikation di Sara Lövestam
- 2018: No Tomorrow di Jake Hinkson
- 2019: Sole verde (Green Sun) di Kent Anderson

#### Anni 2020-2029
- 2020: Bearskin di James A. McLaughlin
- 2021: L'Eau rouge di Jurica Pavičić
- 2022: American Predator di Maureen Callahan[5]